# Prionolabis vancouverensis
Prionolabis vancouverensis là một loài ruồi trong họ Limoniidae. Chúng phân bố ở miền Tân bắc.